# Keno I. tom Brok
Keno I. tom Brok, vor seiner Einsetzung Keno Hilmerisna (* um 1310; † 1376), war der erste Häuptling des Brookmerlandes in Ostfriesland.
Keno I. tom Brok stammte aus einer angesehenen Familie, die zu den potentes des Norderlandes zählte. Ein Keno Kenesna, wahrscheinlich der Großvater, war dort bereits 1309 einer von drei Konsuln. Konsul Kenos Enkel wurde 1347 der Häuptling Keno Hilmerisna, Herr über Broke, Marienhafe und Aurich.
In einem päpstlichen Gnadenbrief von 1371 wird Keno (I.) tom Brok erstmals als capitaneus Brocmanie, Häuptling des Brokmerlandes, genannt. Irgendwann zwischen 1347, wo er – urkundlich erstmals genannt – als nobilis vir mit patronymischer Namensform Keno Hilmerisna in Brocmania einen Rechtshandel im Emsigerland schlichten half und die Gerichtsherrschaft in den dortigen Kirchspielen Uttum und Visquard innehatte, und 1371, vermutlich schon 1361 oder vorher, war er in die zentrale Position eines Landeshäuptlings aufgestiegen.
Sein ältester Sohn, der von der Königin von Neapel zum Condottiere geschlagene Ocko, war der Gemahl der Häuptlingstochter von Strackholt und Hinte, die sich durch ihre angebliche Grausamkeit den Namen Quade Foelke (niederdeutsch „die böse Foelke“) erwarb. Er trat 1376 das väterliche Erbe an und dehnte seinen Machtbereich über fast ganz Ostfriesland aus. Nach dessen Tod wiederum führte seine Frau Foelke die Regierung bis zur Volljährigkeit ihrer Söhne Widzel und Keno II. tom Brok.